# Siphonosoma arcassonense
Siphonosoma arcassonense är en stjärnmaskart som först beskrevs av CuTnot 1902.  Siphonosoma arcassonense ingår i släktet Siphonosoma och familjen Sipunculidae. Inga underarter finns listade i Catalogue of Life.